# Saudia
Saudia, tidligere Saudi Arabian Airlines, er det nationale flyselskab fra Saudi-Arabien. Selskabet har hub og hovedkontor på Jeddah International Airport ved Jeddah. Selskabet blev etableret i 1946 og er ejet af den saudiske regering. Landets Kronprins, Prins Sultan bin Abdul-Aziz, er bestyrelsesformand for Saudia.
Den 10. januar 2011 blev det offentliggjort at Saudia og flyalliancen SkyTeam havde underskrevet en aftale, der godkendte de første forberedelser til at Saudia kunne optages som medlem af alliancen i løbet af 2012.
Saudia fløj i maj 2012 til over 90 destinationer i det meste af verden. Flyflåden bestod af 137 fly med en gennemsnitsalder på 10,1 år.